# بخش ماریون (شهرستان فایت، اوهایو)
بخش ماریون (به انگلیسی: Marion Township) یک منطقهٔ مسکونی در ایالات متحده آمریکا است که در شهرستان فیت، اوهایو واقع شده‌است.
 بخش ماریون ۸۸٫۵۲ کیلومتر مربع مساحت و ۷۶۶ نفر جمعیت دارد و ۲۸۴ متر بالاتر از سطح دریا واقع شده‌است.